# Polyxène le Sophiste
Pour les articles homonymes, voir Polyxène (homonymie).
Polyxène le Sophiste (en grec ancien Πολύξεινος) était un philosophe de la Grèce antique appartenant à l'École mégarique.

## Notice biographique
Né vers -400, élève et compagnon ou ami de Bryson, contemporain de Platon, il est parti comme lui auprès du tyran Denys l'Ancien.

## Sa doctrine
Inventeur d'une des formes de l'argument du troisième homme contre la théorie platonicienne des idées, le théophrastéen Phanias d'Érèse, dans son livre Contre Diodore, attribue à Polyxène une autre forme de l’« argument du troisième homme », ; sa démonstration semble dénoncer la thèse de la séparation des idées vis-à-vis du monde sensible :
« Si l’homme est homme par sa participation, par son commerce avec l’idée et l’homme en soi, il faut qu’il y ait un homme dont l’existence dépende de celle de l’idée. Or, ce n’est pas l’homme en soi qui est par une participation avec l’idée, car il est lui-même l’idée ; ce n’est pas non plus quelque homme particulier. Reste donc ce que ce soit un troisième homme, dont l’existence dépende de l’idée. »

## Son œuvre
Il est connu pour avoir composé un discours en l'honneur du sanctuaire de Délos. Cette activité littéraire semble moins surprenante qu'il n'y paraît pour un proche de l'école mégarique ; Alexinos semble avoir également composé de telles odes. Entrant un jour chez Aristippe, il le trouva en compagnie de femmes et attablé à un somptueux repas. Il se mit à déclamer contre le luxe, Aristippe l'écouta quelque temps et finit par l'interrompre en lui demandant s'il voulait être de la partie. Polyxène y ayant consenti, Aristippe dit : « Quelle raison avais-tu donc de me blâmer ? Car apparemment, ce que tu nous reproches, ce n'est pas la table, mais ce qu'il a fallu dépenser. »